# Công viên Kent Ridge

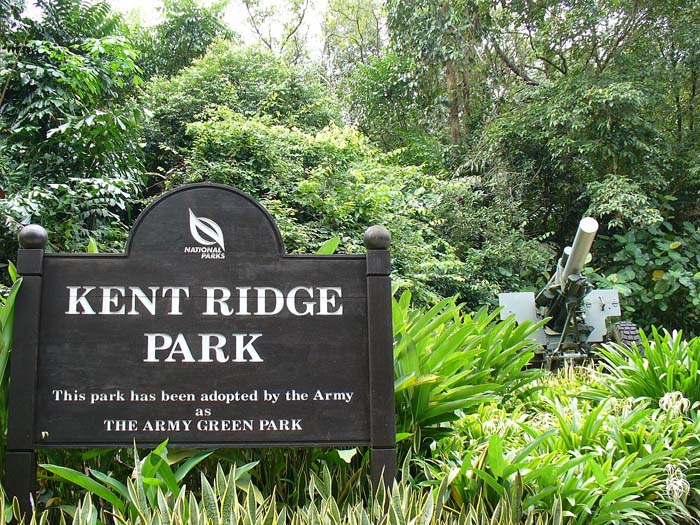
The Vigilante Drive entrance to Kent Ridge Park. In the background lies a decommissioned M114 155 mm howitzer gun donated by Singapore's Ministry of Defence.

Công viên Kent Ridge (Chinese: 肯特岗公园) với diện tích 47 ha, là công viên công cộng ở phía tây Singapore, nằm giữa Đại học Quốc gia Singapore và Công viên Khoa học Singapore. Do không bị ảnh hưởng của môi trường sống và đời sống thực vật nơi đây khá phong phú chính vì vậy nơi đây đã trở thành một địa điểm phổ biến cho người quan sát chim và du lịch sinh thái. Công viên chính thức khai trương vào năm 1954.
Trong Chiến tranh thế giới thứ hai, ngọn đồi trong công viên là một phần của những trận chiến ác liệt nhất và là nơi của Trung đoàn Mã Lai chiến đấu chống lại sự xâm lược của quân đội Nhật Bản trong trận Bukit Chandu (còn được gọi là trận chiến Pasir Panjang) từ ngày 12 đến 14 tháng 2 năm 1942.